# Patricia Van Doren
Patricia Van Doren (Watermael-Boitsfort, 17 ottobre 1959) è un'ex cestista belga.

## Carriera
Con il Belgio ha disputato i Campionati europei del 1980.